# Ta' Dmejrek
Ta' Dmejrek je najviši vrh Malte.
Nalazi se na planini Dingli na visini od 253 metara.

## Poveznice
- Zemljopis Malte

## Vanjske poveznice
- "Ta’ Dmejrek - Gotovo nepoznat, neobilježen i nedefiniran najviši vrh Malte"
- "Dingli Cliffs, Malta" - Peakbagger